# Підземне сховище Віндзор
Підземне сховище Віндзор — комплекс каверн у канадській провінції Онтаріо, призначений для зберігання зріджених вуглеводневих газів (ЗВГ).
Термінал у Віндзорі відкрили в 1973 році для зберігання пропану, до якого згодом додались інші продукти. Їх закачують у підземні каверни, створені на глибині 370—460 метрів розмиванням відкладень формації Саліна (силурійський період). Всього у комплексі наявні дев'ять сховищ, зворотнє витіснення газів з яких відбувається за допомогою подачі більш важкого соляного розчину (для його зберігання призначено п'ять наземних басейнів). Одним із напрямків надходження ЗВГ у сховище є подача пропану та бутану з установки фракціонування у Сарнії, із якою термінал з'єднує місцевий трубопровід Eastern Delivery System (EDS).
В кінці 1970-х сюди вивели трубопровід Cochin Pipeline, який транспортував з провінції Альберта кілька видів зріджених газів, передусім етан та етилен. Останній одразу спрямовувався споживачам за допомогою місцевої системи Windsor-Sarnia Pipeline, тоді як етан міг тимчасово накопичуватись у сховищі (використовувалось чотири каверни, одна з яких призначалась для зберігання етан-етиленової суміші, котра виникала в моменти початку та завершення перекачування партії етилену). В подальшому етан подавали по EDS (дозволяє бі-дирекціональну експлуатацію) на установки парового крекінгу в Корунні та Сарнії. У 2006—2007 роках Cochin Pipeline припинив транспортування етану та етилені і певний час перекачував лише невеликі обсяги пропану, в результаті чого станом на кінець 2000-х із орендованих власниками Cochin Pipeline чотирьох каверн використовувалась лише одна. А у другій половині 2010-х східна ділянка Cochin Pipeline стала частиною нового етанопроводу Utopia Pipeline.